# برش‌نگاری لرزه‌ای
برش‌نگاری لرزه‌ای یا توموگرافی لرزه‌ای یک تکنیک برای تصویرکردن مشخصات ساختارهای زیرزمینی برای فهمیدن ساختارهای عمیق زمین‌شناسی است. جمع‌آوری مفصل زمان رسید امواج فشاری (امواج p) و امواج برشی (امواج s) به ما کمک می‌کند تا یک ساختار سرعتی سه بعدی از زمین به دست بیاوریم.

## تئوری
توموگرافی حلِّ یک مسئلهٔ وارون‌سازی است. اندازه‌گیری‌های اولیه از امواج لرزه‌ای عبورکننده از یک ماده به دست می‌آیند. این اندازه‌گیری‌ها در نهایت برای نتیجه‌گیری دربارهٔ خصوصیات موج گذرنده از ماده (سرعت، چگالی و…) مورد آنالیز قرار می‌گیرند. سرعت امواج p و s به رئولوژی ماده‌ای که از آن عبور می‌کنند بستگی دارد (چگالی و الاستیسیته). به‌طور خلاصه، تغییر در ترکیبات شیمیایی و ساختار گرمایی، باعث تغییر در سرعت می‌شود. این گونه امواج به صورت نسبی با سرعت بیشتری در مواد سردتر حرکت می‌کنند. براساس مشاهدات سرعت موج با افزایش عمق، با نرخ ۲ تا ۸ کیلومتر بر ثانیه در پوسته و با نرخ ۱۳ کیلومتر بر ثانیه در گوشته افزایش می‌یابد. این تحقیق براساس این فرض بنا شده است.

## پردازش
لرزه‌نگارها جنبش‌های زمین را در فرم امواج لرزه‌ای ثبت می‌کنند. این جنبش‌ها توسط زمین‌لرزه یا انفجارهای کنترل‌شده به وجود می‌آیند. این ابزارها به اندازه‌ای حساس هستند که می‌توانند جنبش‌هایی با جابجایی ۱۰۰۰ برابر کوچکتر از عرض موی انسان (3x10−8 m) را ثبت کنند. مجموعه‌ای از زمان رسیدها (بعضاً میلیون‌ها داده)، به زلزله‌شناس‌ها این اجازه را می‌دهد تا تصویر روشنی از مکان و اندازهٔ ساختارهای زیرزمینی داشته‌باشند. نتیجه، یک تصویر سه بعدی از یک برش از زمین است که به عنوان یک نقشهٔ سرعتی زمین به کار می‌رود. این تصویر نشان می‌دهد امواج لرزه‌ای بر اساس تفاوت زمان رسید امواج کجا می‌توانند سریع‌تر یا آهسته‌تر حرکت کنند. این نکته همچنین تفسیری از ساختار گرمایی در اعماق زمین است.

## روش‌ها
همان‌طور که در بالا اشاره شد، توموگرافی لرزه‌ای به‌طور معمول به عنوان حل یک مسئله وارون‌سازی است. برای تخمین سرعت موج p و در نتیجه ساده کردن توموگرافی لرزه‌ای، چهار روش اصلی به وجود آمده است:
- توموگرافی زمان سیر انکساری: روشی ساده از نظر محاسبات؛ ولی فقط برای یک ساختار سرعتی کم عمق با رزولوشن پائین معتبر است. در این روش دادهٔ مشاهداتی، t اولین زمان رسید است {\displaystyle t=Ls}. پارامترهای مدل s، کندی موج‌ها و L ماتریس مسیر پرتو است.[۶]
- توموگرافی زمان سیر با فرکانس محدود: برای رسیدن به به رزولوشن بالاتر نسبت به روش بالا، اثرات انکسار موج وارد محاسبات می‌شوند. هسته‌های حساس حجمی جای مسیر پرتو را می‌گیرند. در نهایت این مسئله اجازه می‌دهد آنومالی‌های زمان سیر و بزرگا وابسته به فرکانس باشند. که این مسئله کمک می‌کند تا رزلوشن افزایش یابد.[۷]
- زمان سیر بازتابی
- توموگرافی شکل موج: از تمام پتانسیل اطلاعات لرزه‌ای استفاده می‌کند. لرزه‌نگاشت‌ها داده‌های مشاهده هستند و توسط معادله موج صوتی که به عنوان یک تخمین برای انتشار امواج الاستیک به‌شمار می‌رود، کنترل می‌شوند.

## کاربردها
زلزله‌شناس‌ها از توموگرافی برای پی بردن به ساختارهای زمین‌شناسی مثل فرورانش صفحات تکتونیک در گوشته گرم استفاده می‌کنند.
آتشفشان‌شناس‌ها از توموگرافی برای فهمیدن اندازهٔ ماگماچمبر در زیر آتشفشان‌ها استفاده می‌کنند.

## محدودیت‌ها
توموگرافی لرزه‌ای فقط آنومالی سرعت کنونی را مشخص می‌کند و همهٔ سرعت‌های قبلی نامشخص هستند. همچنین تصویرکردن ساختارهای نازک مشکل است. بر اساس این واقعیت که طول موج‌های بزرگتر راحت‌تر ثبت می‌شوند.